# Огнен
Огнен (болг. Огнен) — село в Бургасской области Болгарии. Входит в состав общины Карнобат. Находится примерно в 15 км к западу от центра города Карнобат и примерно в 58 км к северо-западу от центра города Бургас. По данным переписи населения 2011 года, в селе  проживало 208 человек.

## Население
| Год     | 1934 | 1946 | 1956 | 1965 | 1975 | 1985 | 1992 | 2001 | 2011 |
| ------- | ---- | ---- | ---- | ---- | ---- | ---- | ---- | ---- | ---- |
| Жителей | 1029 | 1106 | 1017 | 781  | 568  | 431  | 386  | 317  | 208  |

| Национальность | Человек | Процент |
| -------------- | ------- | ------- |
| болгары        | 138     | 84,15%  |
| турки          | 17      | 10,37%  |
| цыгане         | 9       | 5,49%   |
| Всего ответов  | 164     |         |

|  |